# Бакалажево (гмина)
Бакалажево (пол. Bakałarzewo) — сельская гмина (волость) в Польше, входит как административная единица в Сувалкский повет, Подляское воеводство. Население — 3087 человек (на 2004 год).
Административный центр гмины — деревня Бакалажево.

## Демография
| Перепись                       | Всего   | Всего | Женщины | Женщины | Мужчины | Мужчины |
| ------------------------------ | ------- | ----- | ------- | ------- | ------- | ------- |
| Единицы                        | человек | %     | человек | %       | человек | %       |
| Население                      | 3087    | 100   | 1502    | 48,7    | 1585    | 51,3    |
| Плотность населения (чел./км²) | 25,1    | 25,1  | 12,2    | 12,2    | 12,9    | 12,9    |

## Соседние гмины
1. Гмина Филипув
2. Гмина Олецко
3. Гмина Рачки
4. Гмина Сувалки
5. Гмина Велички